# El Caso Spivey
El caso Spivey es una novela escrita por Philip Rosenberg y traducida al español por Francisco Gurza Irazoqui. La novela está basada en una historia real y Philip Rosenberg la escribió gracias a la inmensa cooperación de Larry Spivey que le contó todo sobre la dura vida que se vio obligado a llevar durante esos meses.

## Argumento
A fines del verano de 1975. Larry Spivey, un joven hombre de negocios de Atlanta, fue abordado con la propocisión de contrabandear drogas desde Guatemala. Aventurero innato que se había elevado desde trabajador de la construcción hasta millonario a los treinta y un años de edad, y declararse en bancarrota solo unos cuantos años después, Spivey no fue tentado por la oferta de volver a la cumbre de forma fácil.
Por el contrario, llamó a la oficina de Investigaciones de Georgia y, para su sorpresa, esta le sugirió que aceptara la proposición. A través de los años el Estado de Georgia se había convertido la capital de drogas de la EE. UU. Sus dos mil doscientos veintidós kilómetros de costa y campos aéreos asilados proporcionaban un fácil acceso a los aviones y a los barcos que transportaban droga. Las autoridades estaban informadas de esto, pero no podían arrestar a muchos contrabandistas.
De modo que el aviso de Spivey les pareció la oportunidad que habían buscado. Después de unas cuantas semanas de apresurado entrenamiento, Larry fue sumergido en la vida de los agentes secretos de narcóticos. Durante seis difíciles meses estuvo adentrado en un mundo de peligrosas aventuras, el mundo de los acaudalados traficantes de drogas, oficiales sudamericanos corruptos, aeropuertos clandestinos en medio de la jungla, pilotos temerarios y simples gánster. Dieciocho muertes ocurrieron a su alrededor, incluyendo a dos hombres que Spivey tuvo que matar cuando sus "socios" del bajo mundo quisieron excluirlo de un contrato que era para él.
En su agitada carrera, Spivey reveló información que condujo a la captura de más de quinientos mil millones de dólares en drogas. Se le considera el agente de narcóticos más certero en la historia de la ejecución de las leyes.

## Personajes principales
- Larry Spivey
- Swanson
- Shawkey
- Gus McClellan
- Harrel
- Agente Carter
- Agente Phil Peters
- George Clardy
- Ron Agee
- Jack Winter
- Jeferson Juárez
- Jefe de Policías Quintana
- Agente Eason
- Gordon
- Taberas
- Agente Brooks

Esta lista está en desarrollo si quieres ayudar editala y mejorala.

## Sobre el libro
- Título original: The Spivey Assignment
- Primera edición: 1979 por Philip Rosenberg y Larry Spivey
- Primera edición en español: diciembre de 1980
- ISBN 968-458-078-9 (Tela)
- ISBN 968-458-078-7 (Rústica)

- Datos: Q5821271